# Hortfund von Havor

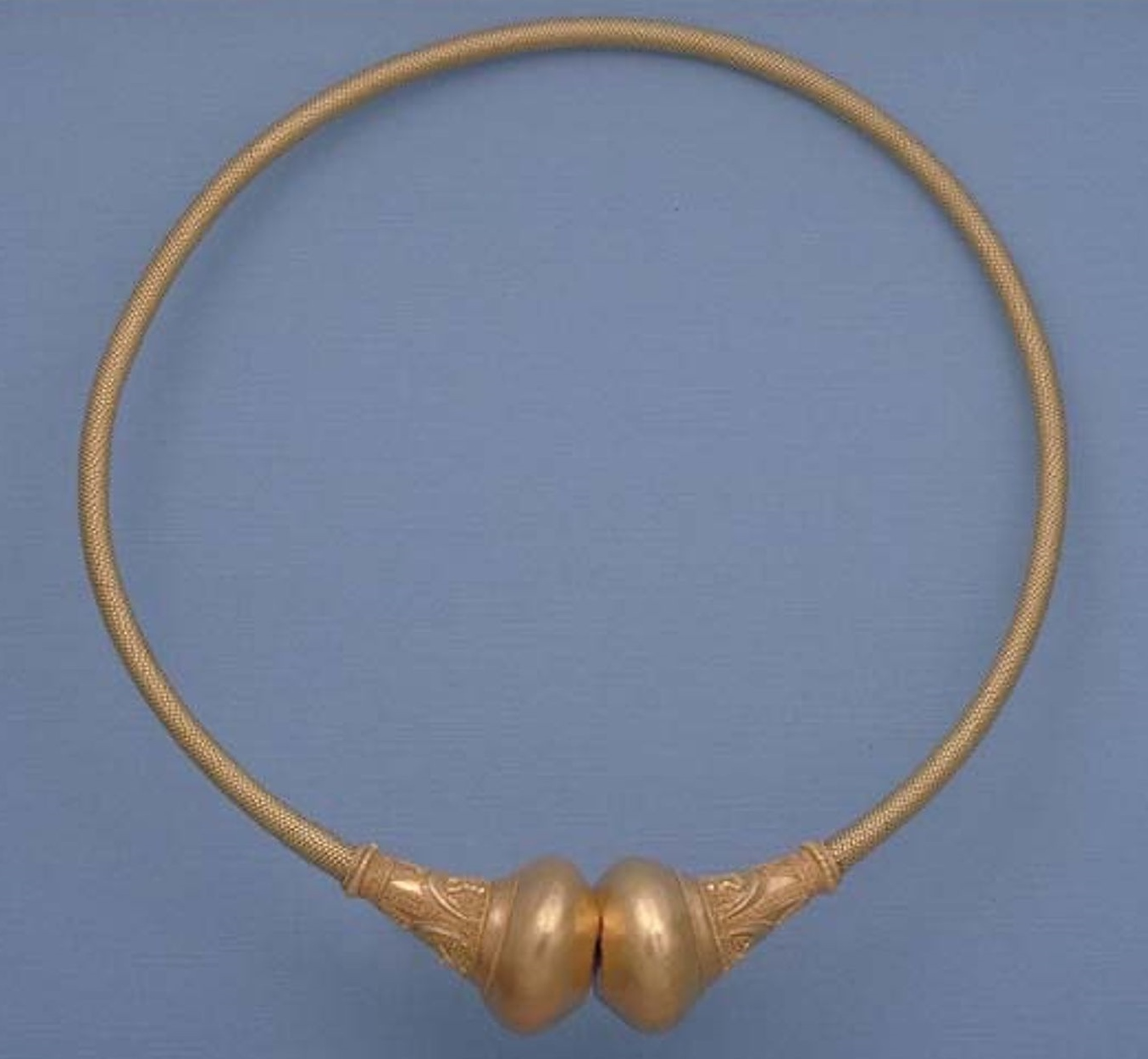
Kopie des Havorringes

Der Hortfund von Havor besteht aus einer ungebrauchten Situla, römischen Gebrauchsgegenständen, ein Paar Bronzeglocken und einem goldenen keltischen Torques (Halsring). Der Fund von Havor nimmt unter den nordischen einen vorrangigen Platz ein. 
Seine Niederlegung sollte um 100 n. Chr. stattgefunden haben. Der Ausgräber Erik Nylén hat den Hort als verborgenen Tempelschatz gedeutet. Er fand ihn 1961 bei der Untersuchung der Burg von Stora Havor (einem Ortsteil von Hablingbo) auf Gotland in Schweden. In einer Vertiefung am Burgwall stand, von einem Stein bedeckt, die mit den Utensilien des Fundes gefüllte Situla (Eimer) aus der frühen römischen Kaiserzeit. 
Das vermutlich von capuanischen Bronzegießern geschaffene und gut erhaltene Gefäß ist 33 cm hoch. Der ausgestülpte Kragenrand des eingezogenen Mundbereichs ist mit einer stilisierten Ranke verziert. Der dünne aufgebogene Henkel hat Enden in Form von Tierköpfen. Er ist an gegossenen Attaschen befestigt, die als Jünglingsgesichter über einer kragenförmigen Palmette geformt sind.
Primär der Esskultur zuzuordnen sind eine Weinkelle mit Sieb und schmalen langen Griffen. Der Siebgriff ist mit dem Herstellernamen CANNIMASVIT gestempelt. Drei auf der Innenseite verzinnte Bronzekellen mit gerundeten, durchlochten Endplatten, von denen eine den Stempel CIPIVS POLYBIVS trägt, sowie zwei Bronzeglocken mit Bügeln und Klöppeln. 
Der bemerkenswerteste Gegenstand ist ein goldener Torques von 24 cm Durchmesser. Der aus gedrehten Golddrähten gebildete Bügel hat an jedem Ende eine hohle, glatte Goldkugel von etwa fünf Zentimeter Durchmesser. Die kegelförmige Tülle zwischen den Kugeln und dem Ring ist mit Tierdarstellungen verziert. Auf jedem der Kegel sind drei Stierköpfe mit großen bogenförmigen Hörnern dargestellt. Die Ringgröße passt allerdings eher zu einer Götterstatue als zu einem menschlichen Hals. Unsicher ist der mögliche Herstellungsort und die Datierung des Schmuckstücks, der nur noch als Kopie existiert, da das Original 1986 aus dem Museum von Visby gestohlen wurde.
Die Endkugeln zeigen Ähnlichkeit mit denen von Torques, die auf dem Kessel von Gundestrup von den Gottheiten getragen werden, doch weichen Form und Verzierung von diesen ab. Der Ausgräber brachte vielmehr Analogien zu drei Halsringen aus der Ukraine in Diskussion, von denen zwei in der Gegend von Kiew und einer an der Schwarzmeerküste in Olbia gefunden wurden. Das ist jene Region, für die ein reger Handelsaustausch mit den nordischen Kulturen in der frühen römischen Kaiserzeit angenommen wird. Die ukrainischen Stücke gleichen dem Ring von Havor zwar in Form und Verzierung nicht genau, jedoch scheinen sie diesem nahe verwandt zu sein. Das nordische Goldschmiedehandwerk könnte durch den Austausch mit den nördlichen Kolonien der Griechen und den späteren Provinzen des Römischen Reiches in dieser Region Anregungen erfahren haben. 